# SF Express
SF Express (Group) Co., Ltd. er en kinesisk multinational pakkeleverandør og logistikvirksomhed baseret i Shenzhen, Guangdong. De har 69 fragtfly, som ejes af datterselskabet SF Airlines.
SF Express blev etableret i 1993 og er børsnoteret på Shenzhen Stock Exchange.